# Machilus sichuanensis
Machilus sichuanensis là loài thực vật có hoa trong họ Nguyệt quế. Loài này được N. Chao miêu tả khoa học đầu tiên năm 1979.